# Порт-дю-Тарн
Порт-дю-Тарн (фр. Portes du Tarn) — кантон во Франции, находится в регионе Юг-Пиренеи, департамент Тарн. Входит в состав округов Альби и Кастр.
Код INSEE кантона — 8121. В состав кантона входит 10 коммун. Центральный офис расположен в Сен-Сюльпис-ла-Пуанте.
Кантон был образован 22 марта 2015 года. В состав новообразованного кантона вошли коммуны упразднённых кантонов Лавор (6 коммун) и Рабастенс (2 коммуны).

## История
Новая норма административного деления, созданная декретом от 17 февраля 2014 года, вступила в силу на первых региональных (территориальных) выборах (новый тип выборов во Франции). Таким образом, единые территориальные выборы заменяют два вида голосования, существовавших до сих пор: региональные выборы и кантональные выборы (выборы генеральных советников). Первые выборы такого типа, на которых избирают одновременно и региональных советников (членов парламентов французских регионов), и генеральных советников (членов парламентов французских департаментов), состоялись в два тура 22 и 29 марта 2015 года. Эта дата официально считается датой создания новых кантонов и упразднения части старых. Начиная с этих выборов, советники избираются по смешанной системе (мажоритарной и пропорциональной). Избиратели каждого кантона выбирают Совет департамента (новое название генерального Совета): двух советников разного пола. Этот новый механизм голосования потребовал перераспределения коммун по кантонам, количество которых в департаменте уменьшилось вдвое с округлением итоговой величины вверх до нечётного числа в соответствии с условиями минимального порога, определённого статьёй 4 закона от 17 мая 2013 года.

## Население
Население кантона на 2015 год составляло … человек.

## Коммуны кантона
| Коммуна              | Население, чел. (2012) | Почтовый индекс | Код INSEE |
| -------------------- | ---------------------- | --------------- | --------- |
| Амбр                 | 954                    | 81500           | 81011     |
| Гарриг               | 279                    | 81500           | 81102     |
| Жирусанс             | 1422                   | 81500           | 81104     |
| Куфулё               | 2408                   | 81800           | 81070     |
| Лупьяк               | 402                    | 81800           | 81149     |
| Люган                | 404                    | 81500           | 81150     |
| Сен-Жан-де-Рив       | 436                    | 81500           | 81255     |
| Сен-Льё-ле-Лавор     | 947                    | 81500           | 81261     |
| Сен-Сюльпис-ла-Пуант | 8327                   | 81370           | 81271     |
| Сент-Аньян           | 230                    | 81500           | 81236     |